# Ernest Maxse
Ernest George Berkeley Maxse (* 18. November 1863; † März 1943) war ein britischer Diplomat und Nachrichtendienstler.

## Leben und Tätigkeit
Maxse war der älteste Sohn des Gouverneurs von Helgoland, Oberstleutnant Henry Maxse und der Hofschauspielerin Auguste Rudloff, und wurde an der Harrow School ausgebildet. Anschließend gehörte er dem 1. Hannoverischen Füsilier-Regiment der preußischen Kavallerie an.
In den 1880er Jahren war er zeitweise als Privatsekretär seines Vaters tätig. 1890 wurde er zum britischen geschäftsführenden Vizekonsul in Algier ernannt. Nach bestandener Prüfung im Handelsrecht (Mercantile Law) am 24. Dezember 1900 erhielt er das Zeugnis für Staatsbedienstete und wurde am 16. Januar 1891 zum Vizekonsul in Algier ernannt. Während der Jahre 1891, 1892 und 1894 nahm er wiederholt die Vertretung des britischen Generalkonsuls in Algier wahr.
Am 16. Oktober 1894 wurde er zum Konsul für Kontinentalgriechenland (mit Ausnahme der Provinzen Akarnanien und Ätolien und der Insel Negroponte) mit Sitz in Piräus ernannt. Am 1. November 1897 wurde er zum Konsul für die Navigators' Inseln ernannt. Zum 24. Januar 1900 wurde er nach Bilbao und am 9. Juni 1900 nach Réunion versetzt. 1904 wurde er von August bis Dezember vorübergehend im Londoner Foreign Office verwendet. Am 6. September 1912 wurde er zum Generalkonsul in Valparaiso befördert und am 1. März 1913 erneut nach Réunion versetzt. Zum 1. August 1913 wurde er zum Generalkonsul in den Niederlanden mit Sitz in Rotterdam ernannt.
Vom Ausbruch des Ersten Weltkriegs bis April 1919 übernahm er die Funktion eines Militäraufsichtsbeamten (Military Control Officer) für die Niederlande. In dieser Stellung war er als Verantwortlicher der Admiralität für die Organisation der britischen Konvois nach Holland (Admiralty Convoi Officer) zuständig. Außerdem fungierte er als Vertreter des Informationsministeriums und des Innenministeriums in Rotterdam. Insbesondere war er in Rotterdam während des Krieges als Verbindungsmann des britischen Inlandsnachrichtendienst MI5 tätig: Für diesen war er mit der Organisation der Auskundschaftung und Identifizierung deutscher Spione in Holland betraut. So leitete er im Mai 1915 zum Beispiel einen Bericht des französischen Militärattachés an den MI5 weiter, der Richard Sanderson als einen feindlichen Nachrichtenagenten identifizierte und ihn mit W. Müller vom Hotel Weber in Antwerpen, M. Blanken in Rotterdam und der Firma Brandwijk & Co. in Verbindung brachte. Im August 1915 führte seine Arbeit dazu, dass ein niederländischer Matrose namens J van Zwol, den er als deutschen Agenten identifiziert hatte, in Großbritannien interniert wurde. Obwohl der MI5 seine Arbeit hoch schätzte, missbilligte das Foreign Office seine Tätigkeit für diesen und forderte ihn mehrfach auf, sich auf seine diplomatische Arbeit zu beschränken.
Zum 1. Oktober 1919 wurde Maxse nach Zürich versetzt. Am 24. Juni 1921 wurde er zum Generalkonsul für Liechtenstein ernannt.